# Дамјан Бабић
Дамјан Бабић Дашо (Беране, 23. октобар 1927 — Беране, 16. април 1998) био је босанскохерцеговачки и југословенски композитор и професор музике.

## Биографија
Био је музичка легенда, ентузијаста и неуморан стваралац на пољу музике. По одласку из родног Иванграда (данас Беране) и завршене средње музичке школе и Више педагошке школе (музички одсек), живео је и радио у Кључу, а потом у Храсници код Сарајева, као професор музике, где је основао и Нижу музичку школу. Када је требало да постане директор Музичке школе на Илиџи, коју је такође основао, завршава Музичку академију у Сарајеву (одсек клавир).
Обзиром на године живота и рада проведене у Сарајеву, остао је музичка легенда Босне и Херцеговине и читаве бивше СФРЈ. Био је врстан музички педагог и веома плодан композитор, изузетно цењен и поштован у југословенским музичким круговима. Поред редовног рада, бавио се компоновањем песама у духу народног мелоса и својим песмама лансирао у музичку орбиту имена попут: Зоре Дубљевић, Бебе Селимовић, Сафета Исовића, Недељка Билкића, Василије Радојчић, Наде Обрић, Наташе Владетић, Слободана Лалића... 
Један је од оснивача и све до рата 1992. године, директор легендарног фестивала народне музике Илиџа. У његовом студију у Храсници своје хитове снимали су: Бијело дугме, Даворин Поповић, Сафет Исовић, Нада Обрић, и многе друге музичке звезде бивше државе. 
Почетком рата 1992. године, већ нарушеног здравља, враћа се у свој родни град - где и умире након шест година. Његово име се и данас спомиње са посебним пијететом и респектом, а његове песме постале су незаобилазан део богате музичке ризнице ових простора.

## Стваралаштво
- Сафет Исовић: Поздрави је, сунце мило, Вољела је мене лажно, Пјесма Сарајеву
- Василија Радојчић: Зар је наша љубав лажна била
- Недељко Билкић: Дођи ми, дођи, драга
- Хашим Кучук Хоки: Туго моја туго
- Беба Селимовић: Плачем ја, плачеш ти
- Предраг Гојковић Цуне: Не куни чаше
- Зора Дубљевић: Прва љубав
- Нада Обрић: Нећу другу љубав, О, сузе моје
- Наташа Владетић: Плач без суза
- Слободан Лалић - Док живим вољећу
- Хамид Рагиповић Беско: Живи живот како тече
- Мухамед Мујкановић: Сама си тако хтјела